# オフロードパス
オフロードパス (offload pass) とは、ラグビーにおいてタックルを受けたプレイヤーが倒れながら行うパスのことである。
サッカーやバスケットボールの「ノールックパス」に近い。

## 概要
ラグビーにおいて、パスはプレイヤーの後方しか放り渡すことができず、もし前方に放り渡してしまった場合はフォワードパスという反則 (ハンドリングエラー)となり相手ボールのスクラムで再開される。タックルされながらパスを放り渡すオフロードパスは、通常のパスに比べて難易度が高く、2019年の日本代表はチームの強い信頼感と結束力で多くのオフロードパスを成功させた。

オフロードパスを行うプレイヤーの強いフィジカルや高い技術に加え、味方プレイヤーのサポートが必要で、失敗するとフォワードパスになったり相手プレイヤーにインターセプトされる危険性がある一方、成功すると相手DFの陣形が整う前に攻撃を仕掛けることができる。引用元記事に埋め込まれているラグビーワールドカップ2019の日本vsスコットランドにおける日本代表の1番選手 (稲垣啓太) のトライシーンのように繋げることができるが、このシーンにおいてオフロードパスは「14→2」「2→5」「15→1」の3つにおいて確認できる。
ニュージーランド (NZ)代表（オールブラックス）やフィジーのプレイヤーはオフロードを得意とし、元NZ代表のCTBソニービル・ウィリアムズはオフロードパスを駆使していた。